# Ch'amo Hāyk'
Ch'amo Hāyk' (Chamosjön) är en sjö i Etiopien.   Den ligger i regionen Southern Nations, i den sydvästra delen av landet, 400 km söder om huvudstaden Addis Abeba. Ch'amo Hāyk' ligger 1 109 meter över havet. Arean är 317 kvadratkilometer. Nära sjöns norra sida ligger Abayasjön och staden Arba Minch. Området mellan sjöarna, öster om staden, utgör en del av Nechisar nationalpark.
Trakten runt Ch'amo Hāyk' består till största delen av jordbruksmark. Den sträcker sig 29,7 kilometer i nord-sydlig riktning, och 20,3 kilometer i öst-västlig riktning.